# 조문환 (1923년)
조문환(曺文煥, 1923년 ~ 1987년 11월 8일)은 대한민국의 육군 군인, 관료이다. 육군사관학교 특별7기 출신이며, 주월 비둘기부대장, 사단장, 수도군단장, 국방대학원장 등을 역임하였다. 중장으로 예편한 후 1979년 12월 20일부터 1980년 9월 9일까지 제19대 국방부 차관을 지냈다.